# Bera (Trommel)
Bera, auch beraya, bere (von Sanskrit bhèri, „Trommel“), ist die allgemeine singhalesische Bezeichnung für „Röhrentrommel“ und ferner für „Trommel“ in Sri Lanka, von der die Berava, eine sozial niedrigstehende Berufskaste von Trommlern und Ritualexperten ihren Namen hat. Die gata bera, eine zweifellige Fasstrommel, ist unentbehrlich für Tänze im zentralen Hochland und für buddhistische Rituale. Trommelmusik und Tänze des Hochlandes gelten als Nationalstil der Singhalesen. Die yak bera(ya) ist eine lange zweifellige Zylindertrommel, die in den südlichen, tiefer gelegenen Landesteilen für Maskentänze und andere Rituale verwendet wird. Die tammatta bera oder tamattama besteht aus zwei miteinander verbundenen flachen Kesseltrommeln. Die dandu bera ist mit ihrem Korpus aus einer Bambusröhre ohne Fellbespannung kein Membranophon, sondern eine Schlitztrommel, also ein Idiophon. Sie wird ebenfalls für Rituale verwendet.
Das zeremonielle Trommelspiel (magul bera) gehört zu den religiösen Ritualen aller drei hauptsächlichen Kulturregionen der Singhalesen: dem Hochland um Kandy, dem Tiefland im Süden an der Küste und dem Gebiet der dazwischen gelegenen Provinz Sabaragamuwa. Dort ist vor allem die Zylindertrommel dawula verbreitet, während das Kesseltrommelpaar tamattama in allen Regionen gleichermaßen vorkommt.

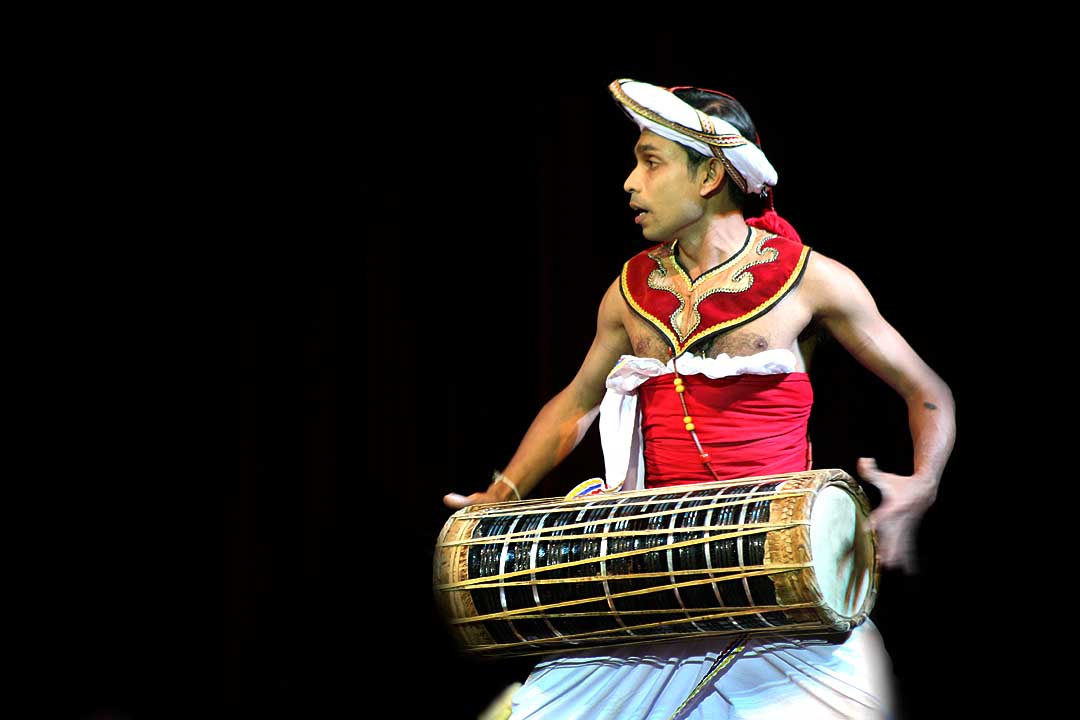
Im Süden Sri Lankas gespielte Zylindertrommel yak bera

## Herkunft und Verbreitung
Sri Lanka wurde kulturell seit der Mitte des 1. Jahrtausend v. Chr. durch nordindische Einwanderer beeinflusst, die seit dem 3. Jahrhundert v. Chr. dem Theravada-Buddhismus anhingen und die zu den Vorfahren der Singhalesen wurden. Im 11. Jahrhundert dominierte das mächtige tamilische Chola-Reich aus Südindien über die Insel. Darüber hinaus war Sri Lanka durch seine geographische Lage zwischen dem Arabischen Meer im Westen und dem Golf von Bengalen im Osten ab der zweiten Hälfte des 1. Jahrtausends in die Handelsbeziehungen zwischen der ostafrikanischen Küste, Arabien und Südostasien eingebunden. Folglich sind im Instrumentarium, das in der Volksmusik und Ritualmusik der buddhistischen Singhalesen (rund 75 Prozent der Gesamtbevölkerung), der meist hinduistischen Tamilen (rund 11 Prozent), der muslimisch-tamilischen Moors (rund 9 Prozent) und weiterer Bevölkerungsgruppen verwendet wird, neben den überwiegenden indischen Einflüssen auch Verbindungen zu Afrika, dem Nahen Osten und Südostasien erkennbar. Auf der Suche nach Rohstoffen und Gewürzen siedelten sich ab dem 16. Jahrhundert europäische Kolonisten an (Portugiesen ab 1505, Niederländer ab 1658 und schließlich Briten im Jahr 1796) und hinterließen musikalische Spuren. Afrikaner waren einem Bericht Ibn Battutas zufolge im 14. Jahrhundert als Bedienstete des Herrschers von Colombo auf der Insel, weitere kamen im 17. Jahrhundert als Sklaven der Portugiesen und Anfang des 19. Jahrhunderts als Soldaten der britischen Armee.
In der altindischen Zeit wurden den meisten Trommeln magische Kräfte zugeschrieben und man brachte zu ihrer Verehrung Opfer dar. Mythische Erzählungen überliefern die magisch-religiöse Bedeutung der Trommeln, die sich in der Verbindung mit Göttern oder ihrem Einsatz zur Vertreibung böser Geister zeigt. Im Atharvaveda wird in einer Hymne (Buch 5, Hymne 20) die unheilabwehrende Kriegstrommel (dundubhi) gepriesen. Zu den verehrten Trommeln gehört die sanduhrförmige Rasseltrommel, die unter dem Namen damaru oder bei den Tamilen in Südindien udukkai ein Attribut Shivas darstellt. Die beiden und andere Sanduhrtrommeln gehören in den Bereich der religiösen Musik oder Volksmusik. Trommeln mit dieser Korpusform sind bereits auf Reliefs am Stupa von Bharhut aus dem 2. Jahrhundert v. Chr. dargestellt; in Sri Lanka kommen sie in Gestalt der tamilischen udukkai vor (als udekki, uddeukei oder udekkiya).
Die übergeordnete Kategorie der zweifelligen Röhrentrommeln ist in Sri Lanka in mehreren Varianten mit fassförmigem oder zylindrischem Korpus vertreten. Die häufigsten südasiatischen Bezeichnungen für Trommeln im 1. Jahrtausend v. Chr. waren dundhubi und mrdanga (von Sanskrit mrd, „Tonerde“). In Südindien ist die namensverwandte mridangam eine zweifellige, in waagrechter Position mit beiden Händen geschlagene Doppelkonustrommel ähnlich der gata bera. Dieser Typ und leicht gebauchte Fasstrommeln wie die dhol in der nordindischen Volksmusik und die tavil in Südindien sind häufig, während gerade zylindrische Trommeln mit zwei gleich großen Fellen in Indien seltener vorkommen. Eine zumindest an der Außenseite zylindrische Trommel mit rund 60 Zentimetern Länge und 30 Zentimetern Durchmesser in ähnlicher Größe wie die yak bera ist die madal im nordostindischen Bundesstaat Assam (namensverwandt mit der südindischen Doppelkonustrommel maddale). Von den dortigen Naga in Manipur sind Zylindertrommeln mit wesentlich größeren Durchmessern und einer V-förmigen Schnurverspannung bekannt, welche den auf dem Balkan gespielten tapan ähneln. Die zweifellige hölzerne Zylindertrommel daula, dawula, auch daule in Sri Lanka ist mit der tavil und der orientalischen davul namensverwandt.
Tönerne Kesseltrommeln sind auf Reliefs der antiken Region Gandhara (1./2. Jahrhundert n. Chr.) zu erkennen. Die Tongefäße besaßen kurze Hälse mit weiten Öffnungen, die mit einer Membran bespannt waren. Ein solcher Trommeltyp ist die ghumat in Goa. Der seit dem Rigveda (zweite Hälfte des 2. Jahrtausends v. Chr.) überlieferte Name dundubhi bezog sich funktionell auf große Kriegstrommeln, die wohl einen hölzernen kesselförmigen oder röhrenförmigen Korpus besaßen. Einen hölzernen Korpus besitzt noch die kleine südindische dhanki, während der Kessel der großen alten Kriegstrommel dhamsa im Norden aus Eisen besteht. Kesseltrommeln sind in Indien zahlreich und waren lange vor den mit den muslimischen Eroberern im Mittelalter gekommenen Kesseltrommelpaaren tabla und naqqara verbreitet. In Sri Lanka besteht das kleine Kesseltrommelpaar tamattama (singhalesisch, auf Tamil tampattam) aus zwei durch Rindshautstreifen verbundenen Holzschalen und die tabla wird tablawa genannt.

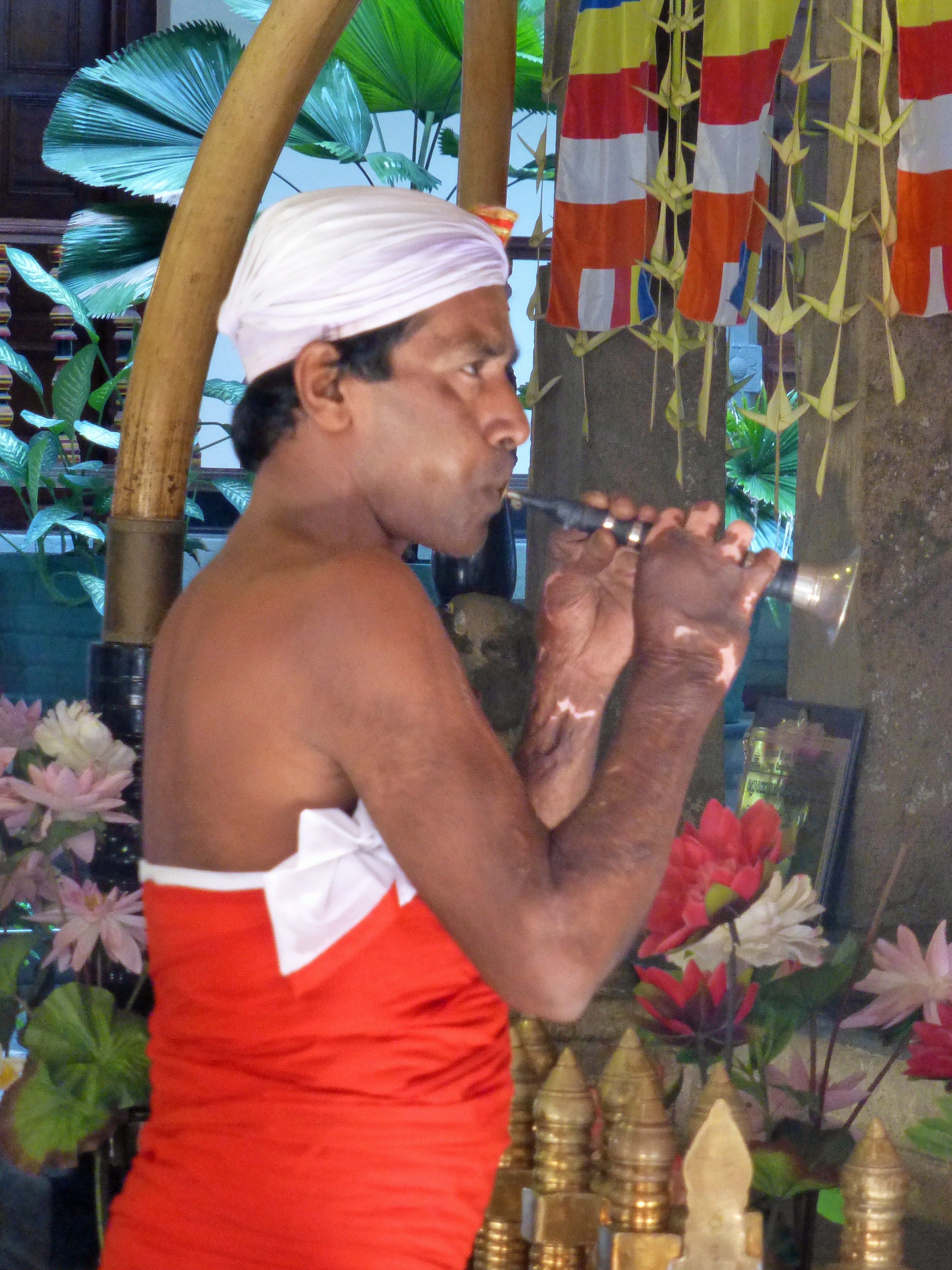
Ein Musiker im Sri Dalada Maligawa („Zahntempel“) von Kandy spielt die Kegeloboe horanewa.

In altindischen Sanskrittexten gehört bhèri zur Gruppe der Membranophone (avanaddha vadya). In dieser Bedeutung wurde bhèri (auch bhairi, bahiri) in die altjavanischen Sprache und bis zu Balinesisch bèri übernommen. Nach dem 11. Jahrhundert bezeichnete bhèri auf Java einen Kesselgong oder wie bis heute bèri einen kleinen Gong. Aus Sanskrit und Pali bhèri ist Singhalesisch bera abgeleitet.
Die traditionelle Klassifikation von Musikinstrumenten Sri Lankas weicht von der indischen ab und ist im Vamsattappakasini, dem frühestens Ende des 7. Jahrhunderts auf Pali verfassten Kommentar zum Mahavamsa, der „Großen (Familien-)Chronik“ aus dem 5. Jahrhundert, enthalten. Darin werden fünf Arten von Musikinstrumenten gemäß dem bevorzugten Instrumentarium auf der Insel erwähnt: atata, einfellige Trommeln; vitata, zweifellige Trommeln; atatavitata, Bedeutung unklar; ghana, metallene Idiophone; und susira, Blasinstrumente. Anderweitig ist seit dem 1. Jahrtausend die Existenz von Saiteninstrumenten (vina) belegt.
Rahmentrommeln sind in Indien auf Reliefs ab dem 2./1. Jahrhundert v. Chr. abgebildet, sie spielen aber bei der Vielzahl der indischen Trommeltypen abgesehen von der kanjira in Südindien nur in manchen Regionen eine gewisse Rolle. Die von der sozial niedrigstehenden tamilischen Berufskaste der Paraiyar bei Ritualen verwendete einfellige Rahmentrommel parai wird von derselben Trommlerkaste in Sri Lanka durch eine gleichnamige Zylindertrommel ersetzt. Hier sind einfellige, runde, mit Ziegenhaut bespannte Rahmentrommeln in mehreren Größen unter dem Namen rabana bekannt. Rabana oder rebana genannte Rahmentrommeln gelangten mit der arabisch-islamischen Kultur bis nach Malaysia und Indonesien.
Außer den Trommeln yak bera, gata bera, dawula, tammattama, udekkiya, rabana und tablawa werden die aus Südindien bekannten Trommeln verwendet: Doppelkonustrommel maddalaya (in Südindien maddale oder madhalam), Doppelkonustrommel mridangam und Fasstrommel thavil. Ansonsten beschränkt sich das traditionelle Instrumentarium der Insel auf Flöten, die Kegeloboe horanewa (horanava) und Zimbeln. An buddhistischen Tempeln werden lediglich heilige Verse rezitiert, Musik zur Ausübung eines Kults ist nach der buddhistischen Lehre dort nicht erforderlich. Die von Singhalesen dennoch in buddhistischen Kulten gespielten Trommeln dienen vornehmlich der Verehrung und Anrufung volksreligiöser vergöttlichter Geister, urzeitlicher Heroen und Ahnen. Rituelles Trommelspiel der Singhalesen ist seit dem 2. Jahrhundert v. Chr. belegt. In den südlichen flachen Landesteilen wird manchmal noch die S-förmig gebogene Metalltrompete kombu in die Rituale integriert. Die Tamilen hingegen pflegen ihre hinduistischen Kulte an den Tempeln wie in Südindien mit vielfältigen religiösen Musikstilen und Instrumenten.
Das rituelle Trommelspiel bei den Singhalesen ist die Aufgabe der größten Trommler- und Tänzerkaste des Landes, deren Name Berava von der Trommel abgeleitet ist. Ihre Entsprechung bei den Tamilen stellen die Paraiyar dar (namentlich von der Trommel parai abgeleitet). Beide Gesellschaftsgruppen gelten als sozial niedrigstehend, auch wenn sie für die oberen Schichten wesentliche religiöse und rituelle Handlungen ausführen, und beide pflegen einen Herkunftsmythos, wonach sie in früheren Zeiten zur höchsten Schicht der Brahmanen gehörten und erst durch gewisse Umstände diesen Status verloren. Eine weitere Kaste mit einem darstellenden Beruf sind die Korava, die das rituelle Tanztheater Kolam aufführen.

## Gata bera

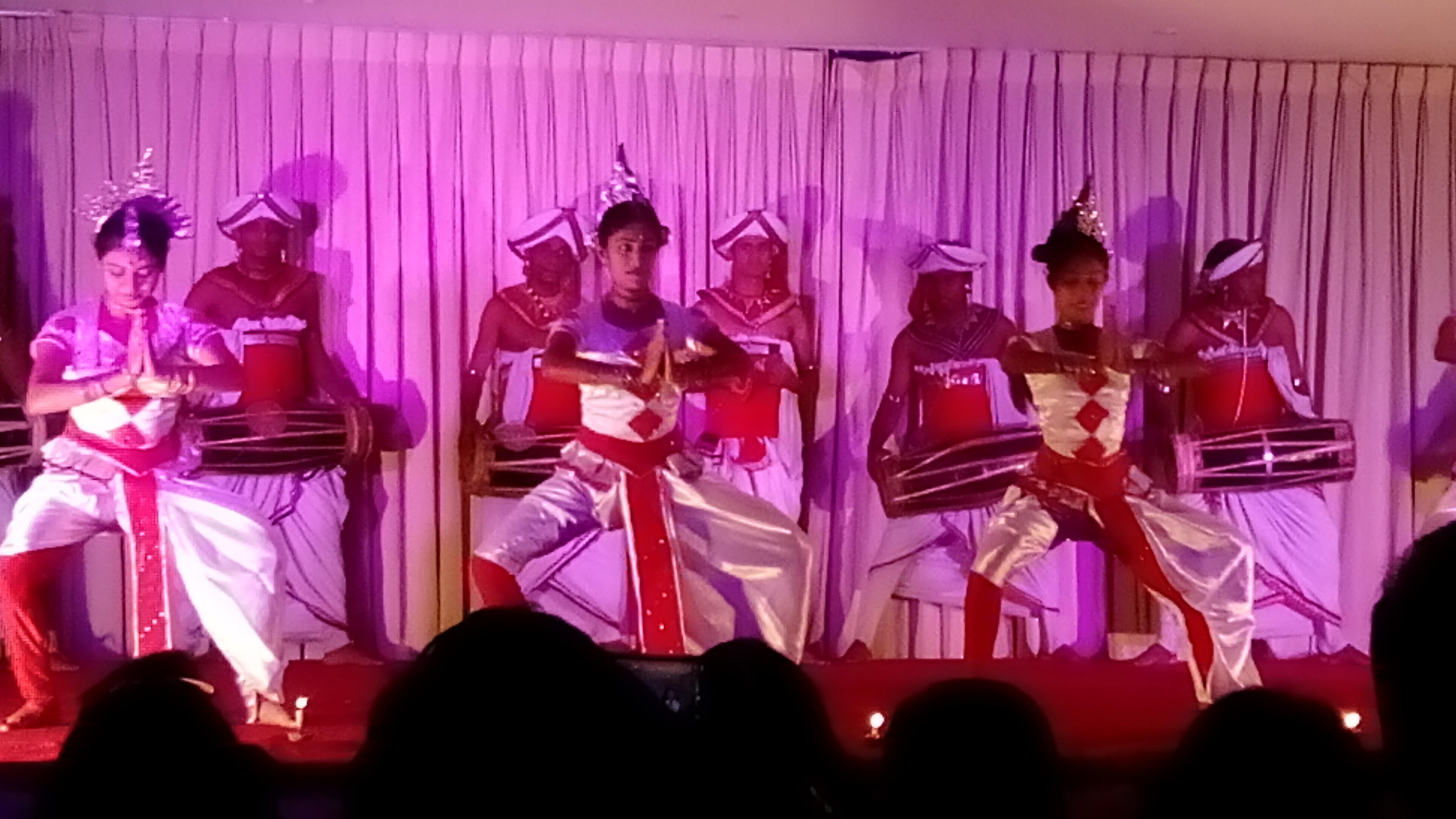
Bühnenshow puja natuma mit mehreren Tänzern, Tänzerinnen und gata bera-Trommlern. Teil einer Präsentation traditioneller Kultur in Kandy.

Die gata bera (gata bere, geta bera, gäta beraya oder gâ a bera) des zentralen Hochlandes ist eine zweifellige Fasstrommel, die mit beiden Händen geschlagen wird. Sie ist etwa 67 Zentimeter lang und hat einen maximalen Umfang in der Mitte von 85 Zentimetern. Der Spieler fixiert die Trommel in waagrechter Position mit einem um die Hüften geschlungenen Band vor seinem Bauch. Die beiden Membranen sind mit unterschiedlichen Häuten bespannt, beispielsweise Ziegen- oder Affenhaut auf der rechten Seite und Kuhhaut auf der linken. Die gata bera ähnelt den Doppelkonustrommeln mridangam in Südindien und maththalam in den Tamilengebieten von Jaffna im Norden und Batticaloa an der Ostküste Sri Lankas, die Spielweise ist jedoch anders. Die gata bera wird mit gestreckten Armen und mit den Handballen auf die Felle geschlagen, ohne den elaborierten Einsatz der Finger wie in der südindischen klassischen Musik.

### Mahasona-Besessenheitsritual

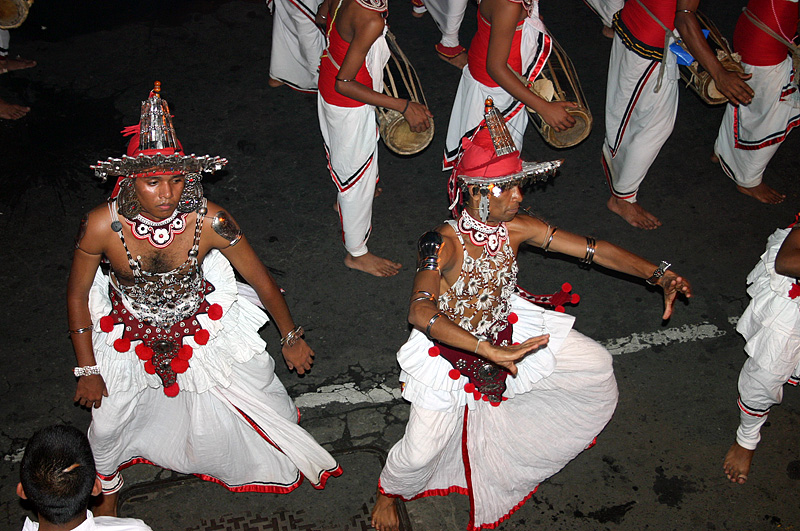
Tänzer und gata bera-Spieler bei der buddhistischen Esala Perahera-Prozession in Kandy.

Die buddhistischen Priester (kapurala) tragen religiöse Prosa vor oder singen Verse, während Trommelmusik die Wirksamkeit der Rituale steigern soll. Als Laien tätige Ritualexperten, die adura, yakadura oder kattadiya genannt werden, beschäftigen sich in den volksreligiösen Praktiken mit Opferungen (bali) an die Planetengötter (Navagrahas) und mit Geisteraustreibungen (yak tovil). Die Ritualexperten stammen aus der Trommlerkaste Berava und in geringerer Zahl aus der unteren Tänzerkaste Oli. Die Auftraggeber aus den oberen Kasten schätzen die rituellen Dienste der Berava und Oli und pflegen dennoch ihre Verachtung und Vorurteile gegen sie in anderen Zusammenhängen.
Bei den allgemein als yak tovil bezeichneten Geisteraustreibungen bestellt der verantwortliche Heiler einige Trommler und Tänzer für die Durchführung seines Rituals hinzu. Der Heiler wird im Auftrag des Familienoberhauptes tätig, der einen erkrankten Angehörigen behandeln lassen will. Behandlungen durch Geisteraustreibungen setzen eine Vorstellung voraus, nach der die Krankheit ihre Ursache in einem gesellschaftlichen Kontext hat, den es in der Therapie zu erfassen gilt. Der Heiler, der bei seinen Patienten – häufig Frauen kurz nach der Geburt eines Kindes – die Krankheitsursache in einem unheilbringenden Geist (yakka) oder dem Bösen Blick erkennt und einen Trancezustand hervorruft, führt eine Art von psychotherapeutischer Methode durch. Hierfür muss er die Organisation des Rituals, den Ablauf der Opferdarbringungen, die zu sprechenden Mantras und die Lieder beherrschen, die geeignet sind, um die Geister herbeizulocken. Die große Besessenheitszeremonie heißt Mahasona und beinhaltet dramatische Inszenierungen von maskierten Tänzern.
Eine solche Zeremonie beginnt typischerweise bei Abenddämmerung mit einer Huldigung in Versen an Buddha (namaskaraya) und an die vier Schutzgottheiten Vishnu, Kataragama (Skanda), Saman und Natha (Avalokiteshvara). Anschließend erhalten die Totengeister preta tattuwa (die in Südasien zur Gruppe der Bhuta gehören) einen Korb mit Opfergaben. Bereits bei Beginn dieser vorbereitenden Aktivitäten werden Trommeln geschlagen. Während der Heiler sich mit dem Patienten beschäftigt, tragen seine Helfer Mantras vor, singen Lieder, in denen die Geister gepriesen werden, und brennendes Baumharz (dummala) verbreitet einen beißenden Rauch. Die Geister haben sich nach Auffassung der Beteiligten unter den begleitenden Trommelrhythmen am Ort des Geschehens eingefunden. Die Geräuschkulisse aus Trommeln, gesprochenen Mantras und Gesang wird durch gelegentliche hohe Töne bereichert, die der Heiler mit einer Rohrpfeife (vas danda) produziert, die nur bei Besessenheitsritualen verwendet wird. Beim Höhepunkt des Rituals verfallen Tänzer in einen tranceartigen Zustand, besessen von den herbeigerufenen Geistern. Die Trommeln schlagen währenddessen den schweren Rhythmus magul bera. Schneller werdende Trommelschläge und Bewegungen der Tänzer um Mitternacht verleiten auch den Patienten, sich zu erheben und in Trance den übrigen Akteuren anzuschließen.

### Magul bera
Magul bere, im Süden magul bera, ist eine glückverheißende musikalische Gattung mit einem Rhythmusmuster, das bei den meisten kultischen Veranstaltungen der Singhalesen im Hochland und in den anderen beiden Regionen aufgeführt wird. Ein günstiges Omen bedeutet auch das zusammen mit dem magul bera geblasene Schneckenhorn (häk gediya oder sak). Im südlichen Tiefland ist magul bera neben puja bera der einzige Rhythmus, der nicht zur Begleitung von Tänzen dient. Die Komposition besteht aus drei rhythmischen Phrasen (vattama), die auch Sequenzen ohne regelmäßigen Takt enthalten. Die drei Abschnitte beginnen jeweils langsam, werden allmählich schneller und enden mit den Trommelsilben tat tat gum. Bei der Silbe gum schlagen beide Hände zugleich auf die Felle.
Für jeden Trommelspieler ist das Erlernen des ohne Tanz oder Rezitation vorgetragenen magul bera die wichtigste Übung. Magul bera ist rhythmisch durchkomponiert, ohne sich an ein Metrum zu halten. Ein magul bera-Stück dauert drei bis fünf Minuten, die Komposition überliefert jeder gurunnanse (Lehrer, „Guru“) mündlich in seiner Version an seine Schüler, die sie auswendig lernen; ein Trommler hat aber die Freiheit für gewisse Ausschmückungen. Häufig spielen zwei bis drei Trommler zusammen magul bera, bei einer Aufzeichnung 1994 waren zehn Trommler beteiligt, dagegen tritt nach einer anderen Beobachtung üblicherweise nur ein Trommler auf.

### Trommelmusik im Hochland

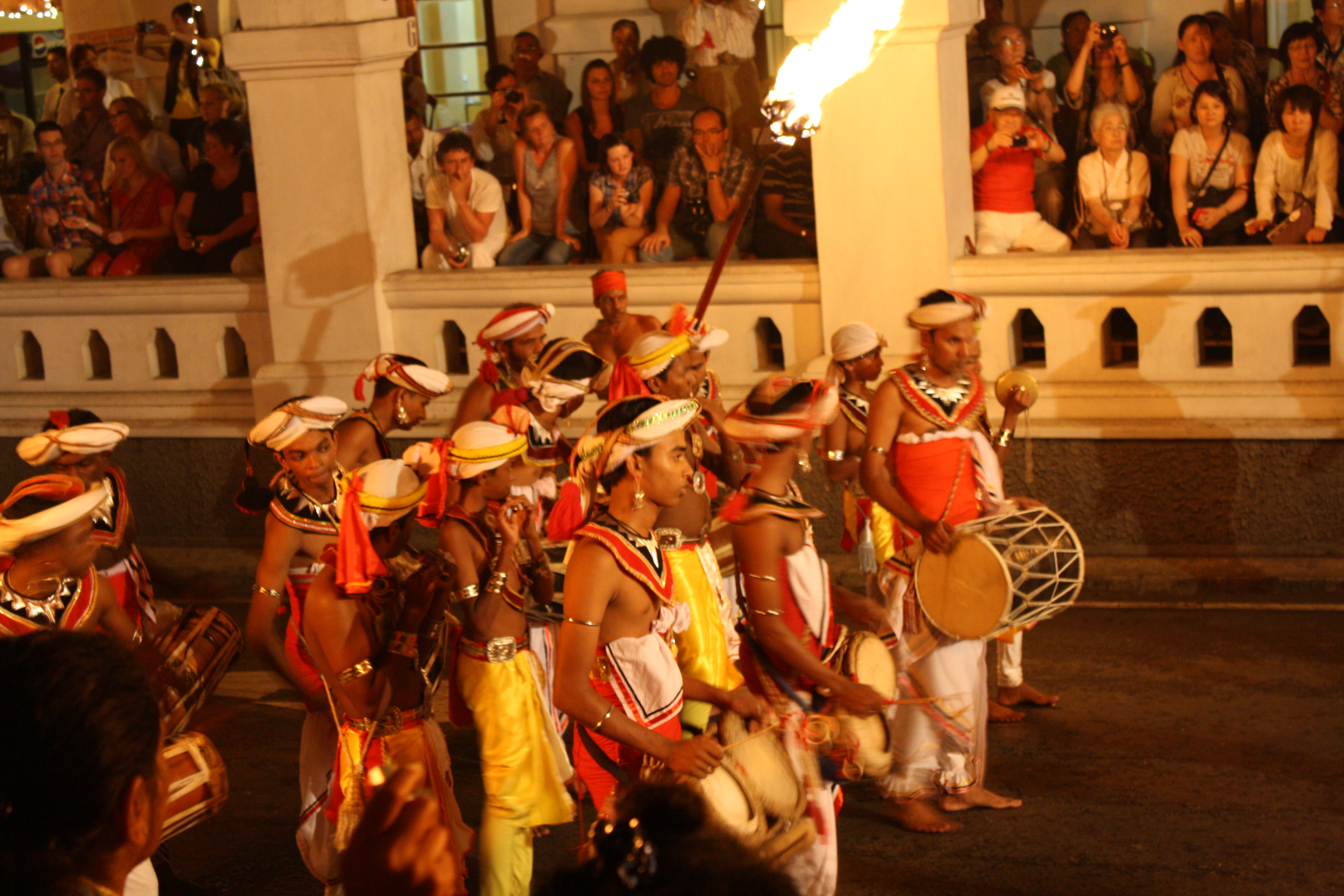
Trommelgruppe bei der Esala Perahera-Prozession in Kandy. Vordere Reihe: zwei Kesseltrommelpaare tamattama (oder tammatta bera) und eine Zylindertrommel dawula. Hintere Reihe: zwei gata bera.

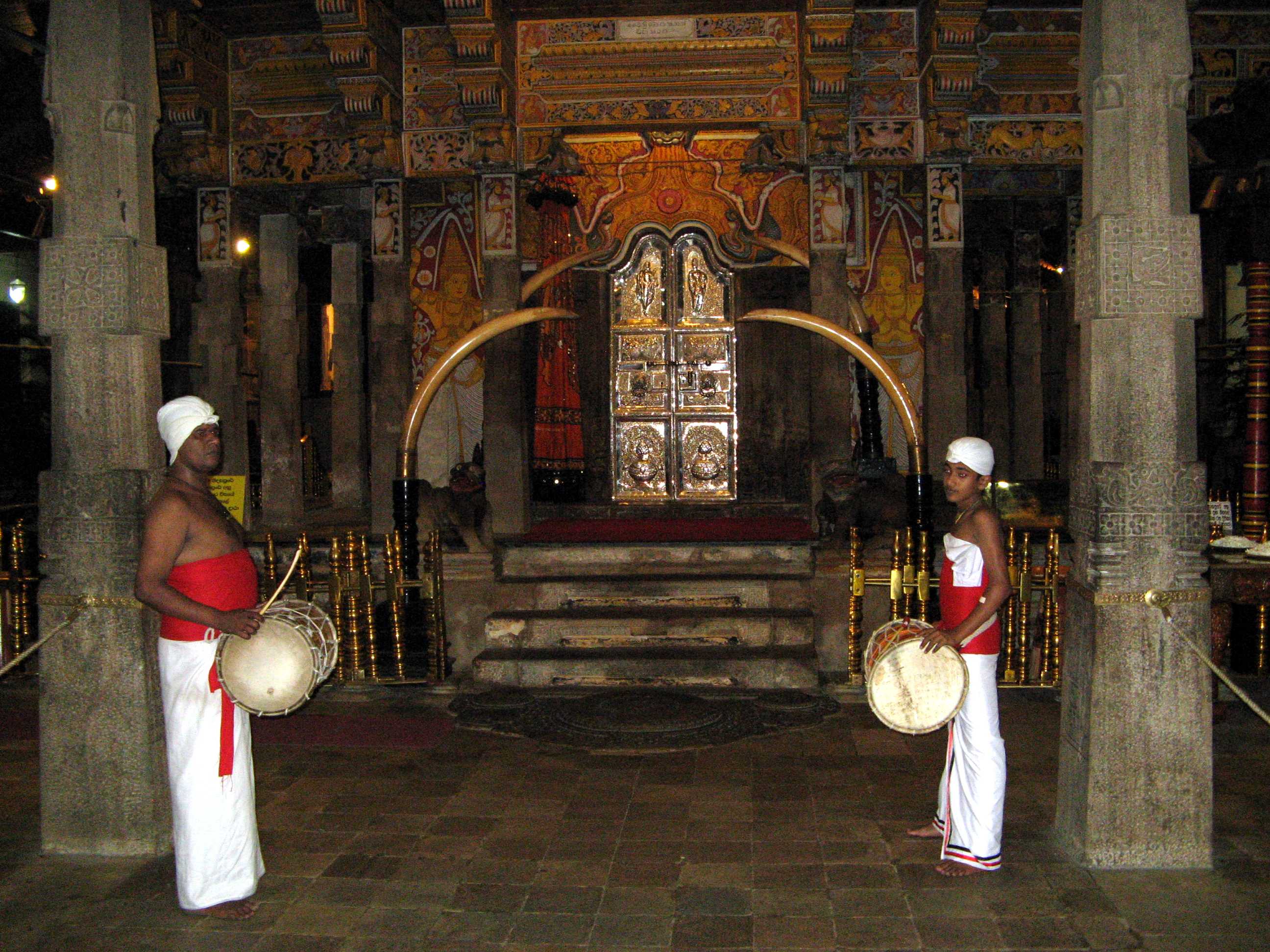
Die Zylindertrommel dawula wird mit der linken Hand und einem Stock in der rechten gespielt. Zwei Ritualtrommler im Sri Dalada Maligawa („Zahntempel“) von Kandy.

Die Ritualexperten der Berava und anderer Berufskasten tradieren ihr Wissen über Heilungsmethoden, vor allem über Trommelrhythmen und Tanzschritte innerhalb ihrer Gruppe und behalten einen Teil ihres Wissens als Geheimnis, das nicht an Außenstehende weitergegeben wird. Bis zur Unabhängigkeit Sri Lankas 1948 waren die Tanz- und Musikstile im Hochland für die männlichen Ritualexperten der unteren Kasten reserviert. Erst Ende der 1950er Jahre gelangten diese Stile über ihre rituellen Kontexte hinaus und werden seitdem auch auf Bühnen als nationale Tanzstile von allen gesellschaftlichen Schichten und beiden Geschlechtern aufgeführt.
Das dörfliche Ritual kohomba kamkariya wird von den Männern nach der Ernte zur Huldigung der Götter durchgeführt. Dessen Geschichte reicht mutmaßlich bis ins 15. Jahrhundert zurück und es erhielt seine Form im 17. Jahrhundert; gemäß dem dazugehörenden Mythos soll das Ritual bereits im 5. Jahrhundert v. Chr. erstmals durchgeführt worden sein. Die heutigen Aufführungstraditionen (udarata sampradaya) im Hochland gehen auf dieses dörfliche Ritual zurück. Die auf der gata bera gespielten Trommelschläge lassen sich mit einer Silbensprache wiedergeben (Sanskrit aksara, „Buchstabe, Silbe“, auch „unzerstörbar, unteilbar“, in Südindien solkattu, in Nordindien bol), die möglicherweise früher eine magische Bedeutung besaß und mit der Silbenstruktur der mittelalterlichen Singhala- und Telugu-Dichtung in Verbindung stand.
In vielen Tanzliedern des Hochlands ist zwischen den Trommelschlägen eine durchgängige Schlagfolge auf kleinen Handzimbeln talampata unterlegt. Aus kurzen und langen Zimbelschlägen ergeben sich mit den dazwischenfallenden, meist doppelt so schnellen Trommelschlägen rhythmische Zyklen. Neben einem der metrischen Struktur folgenden Zimbelmuster gibt es vier weitere nicht-isochrone Zimbelmuster, deren ostinate Folge dennoch ausreicht, um den Bewegungsabläufen der Tänzer eine zeitliche Struktur zu geben. Derartige nicht-isochrone Schlagfolgen kommen auch in der Volksmusik einiger anderer Weltregionen vor, in denen eine systematische Musiktheorie wenig verbreitet ist. Damit erweist sich das sri-lankische Trommelspiel als weit entfernt vom rhythmischen Konzept tala in der indischen Musik. Diese Trommelmusik und die übrigen Aufführungstraditionen des zentralen Hochlandes um Kandy wurden nach der Mitte des 20. Jahrhunderts zur singhalesisch-buddhistischen Nationalkultur Sri Lankas stilisiert. Dies geschah, weil das Königreich Kandy erst 1815 dem Britischen Kolonialreich zugeschlagen wurde, also rund 300 Jahre nachdem die Portugiesen die Küstenregionen der Insel erobert hatten. Die Musik des Hochlands gilt daher als vergleichsweise weniger stark von außen beeinflusst. Bei dieser Betrachtung bleibt jedoch der kulturelle Einfluss der aus Südindien stammenden tamilischen Nayaks unberücksichtigt, die zwischen 1739 und 1815 über Kandy herrschten und Musiker und Tänzer aus Madurai mitbrachten.
Mit der Ritualmusik von Kandy werden in erster Linie die Trommelspieler assoziiert, die täglich am Sri Dalada Maligawa („Zahntempel“), dem berühmtesten buddhistischen Tempel des Landes, auftreten. Hunderte Trommler und Tänzer gestalten die jährliche Prozession Esala Perahera, bei der das Zahnheiligtum aus dem Tempel geholt und auf einem Elefanten, begleitet von weiteren Elefanten und einer großen Menschenmenge, durch die Stadt getragen wird. Diese Prozession und andere Zeremonien mit Trommlern und Tänzern in Kandy sind eng mit dem vorkolonialen Königreich Kandy verbunden, als Esala Perahera zu einem prunkvollen Festzug ausgestaltet wurde.
Die Berava sind die größte der sozial niedrig stehenden „dienenden“ Kasten. Neben den Tempeltrommlern badgama berava wird die Untergruppe der gahala berava unterschieden. Sie begleiten unter anderem Beerdigungsprozessionen (malagama) und schlagen dabei die Totentrommel mala bera in einem langsamen Tempo (mala bera gehima).

## Yak bera

### Herstellung und Bauform
Die im südlichen Flachland für Rituale der buddhistischen Volksreligion verwendete yak bera oder yak beraya (yak gleichbedeutend mit yaksha, Naturgeist, also „Dämonen/Geister-Trommel“) ist eine 67 bis 69 Zentimeter lange zweifellige Zylindertrommel mit Membrandurchmessern zwischen 19 und 23 Zentimetern. Sie ist länger und schlanker als die dawula. Den Abmessungen wird eine mythologische Bedeutung zugesprochen. Die Länge ist mit drei Handbreiten und drei Fingerbreiten angegeben, wovon erstere sich auf die Drei Juwelen (das sind Buddha, Dharma und Sangha) und letztere sich auf die Hindugötter Brahma, Vishnu und Maheshvara (Shiva) beziehen. Der Durchmesser ergibt sich aus einer Handbreit, die für Siddhartha Gautamas Suche nach Erleuchtung steht, und zwei Fingerbreit: für Pancasikka (Gott der Musik) und Sarasvati (Göttin der Weisheit). Die Trommel selbst soll im Auftrag des alten hinduistisch-buddhistischen Königs der Götter Shakra (Sakka, Indra) angefertigt worden sein.
Für den Korpus (bera kanda) werden Baumarten mit hartem Kernholz verwendet, bevorzugt das Holz von Caryota urens (singhalesisch kitul), einer zur Familie der Fischschwanzpalmen gehörenden Palmenart, die in Sri Lanka ansonsten zur Gewinnung von Palmzucker und Toddy dient; von Röhren-Kassie (Cassia fistula, singhalesisch ähäla); von Vitex altissima (singhalesisch milla); von Niembaum (Azadirachta indica, singhalesisch kohomba) und Jackfruchtbaum (Artocarpus heterophyllus, singhalesisch jack). Preisgünstige Trommeln werden heute überwiegend aus dem Stamm der leichter verfügbaren Kokospalme hergestellt. Frei (2000) listet insgesamt zwölf Holzarten, die traditionell je nach Verwendungszweck der Trommel zu bevorzugen sind: Für das königliche Hofzeremoniell und zur Verehrung Buddhas sind Trommeln aus Sandelholz (Santalum album, singhalesisch handun) einzusetzen. Die Götter werden idealerweise mit Trommeln aus Himalaya-Zeder (Cedrus deodara, singhalesisch dewadara), Ebenholz (Diospyros ebenum, singhalesisch kaluwara), Acacia sundra (singhalesisch ratkiriya), Gerber-Akazie (Acacia catechu, singhalesisch ratkihiri) und Diospyros oppositifolia (singhalesisch kalumädiriya) verehrt. Acht weitere Holzarten stehen demnach für Geisterbeschwörungszeremonien und profane Anlässe zur Verfügung. Das Angebot in den Läden beschränkt sich weitgehend auf Trommeln einfacher Ausführung, Instrumentenbauer fertigen qualitätvolle Exemplare, an denen sie mehrere Tage arbeiten, nur auf Bestellung.
Bei der Herstellung des Korpus entfernt der Instrumentenbauer zunächst mit einer Axt die Rinde vom Stammholz, spannt es dann in eine Drehbank, egalisiert und glättet die Außenseite im gewünschten Durchmesser und bringt ebenfalls mit Hilfe der Drehbank Querrillen zur Verzierung an. Gegenüber von Hand angetriebenen Drehbänken wird beim Einsatz eines in den Handwerksbetrieben heute meist üblichen Elektromotors die Herstellungszeit einer Trommel mehr als halbiert. Mit einem langen Stemmeisen wird sodann das Holzstück innen ausgehöhlt, bis die Wandstärke 12–13 Millimeter beträgt. Manche Trommeln haben metallene Spannringe in gewissen Abständen zur Stabilisierung und zur Zier.
Die Tierhäute für die Membranen werden zunächst an der Innenseite mit Asche eingerieben, damit sie nicht verrotten, anschließend zum Trocknen an der Sonne über Brettern aufgespannt. Sind die Häute ausreichend getrocknet, werden die Haare an der Außenseite mit einem Messer abgeschabt. Die Streifen (varapata) zur Verspannung der Membranen werden von den Rändern nach innen spiralig aus der Rindshaut geschnitten und zum Trocknen zwischen Bäumen aufgespannt. Die dünnen Membranen (tattuva) werden aus der Magenhaut eines Rindes angefertigt und über beide Öffnungen gespannt.
Zuvor jedoch breitet der Instrumentenbauer in Wasser eingeweichte dickere Rindshäute über die Korpusränder sowie über einen an den Rändern umgebundenen Ring aus einem Hautstreifen und befestigt die Häute im ersten Arbeitsschritt provisorisch mit umlaufenden Schnüren. Danach zieht er durch 16 Löcher, die in die unterhalb der Schnurwicklung herausragenden Häute eingeschnitten sind, eine weitere Schnur und verspannt mit ihr die Häute gegeneinander. Sind diese getrocknet, werden die Schnüre wieder entfernt. Die Häute werden dicht am inneren Korpusrand kreisrund und an den Seiten gerade abgeschnitten, sodass nur noch breite Hautstreifen (häkma) um die Kanten übrig bleiben. Sind die Streifen für die spätere Verspannung erneut mit 16 Löchern versehen, werden sie abgenommen, damit die Membranen (bera tattu) aus Rindsmagenhaut aufgelegt werden können. Nach einigen Zwischenschritten werden die Hautstreifen und mit Fasermaterial umflochtene Bambusringe übergezogen. An diesen wird schließlich die V-förmige Verspannung festgebunden, mit der sich die Membranen auf eine ungefähre Tonhöhe stimmen lassen. Da die nass aufgezogene empfindliche Rindsmagenhaut erst nach dem Trocknen, wenn sie bereits fest am Korpusrand anliegt, ihre Spannung erhält, ist ein nachträgliches Stimmen nur in begrenztem Rahmen möglich. Die gesamte Herstellung der Trommel ist eine anspruchsvolle handwerkliche Arbeit.

### Namen
Der Name yak beraya ist in einem engeren Sinn nur angemessen, wenn die Trommel in einem Beschwörungsritual verwendet wird, andere Namen sind im entsprechenden rituellen Zusammenhang devol bera (benannt nach dem Gott Devol, der zu einer Gruppe von zwölf Göttern gehört, die sich in die Angelegenheiten der Menschen einmischen) und magul bera (magul beraya, „Zeremonialtrommel“), eine neutrale Bezeichnung ist pahata rata bera („Flachland-Trommel“, im Unterschied zum Hochland uda rata). Nach einer alten Bezeichnung des Flachlandes heißt die Trommel auch Ruhunu beraya. Die Eigenschaften beschreibend sind gosaka beraya („lärmende Trommel“) und mihingu beraya („gerade Trommel“). Auf den Klang der Trommel beziehen sich ferner pana beraya (pana, „hart, sehr kräftig“) und samudragosha beraya („Meeresklang-Trommel“, heller und zugleich tiefer Klang der Brandung, samudragosha auch als Versmaß der traditionellen Singhala-Dichtung). Magul bera, ansonsten ein musikalischer Gattungsbegriff, und pana bera(ya), eine andere Bezeichnung der zur Gesangsbegleitung verwendeten sanduhrförmigen Trommel udakkiya (in Südindien udukkai, idakka), verweisen darauf, dass sprachlich nicht klar zwischen einer Trommel und ihrem Verwendungszweck unterschieden wird.

### Spielweise
Der Spieler bindet sich die Trommel wie die gata bera in waagrechter Position mit einem Band um die Hüften vor den Bauch und schlägt sie mit beiden Händen. Die yak bera klingt sehr tief und dröhnend. Sie produziert keine genaue Tonhöhe, ein Fell ist jedoch dünner (sural tattuva) als das andere (hai tattuva) und klingt somit etwas höher. Eine tonale Beziehung zwischen dem Trommelspiel und dem Gesangsvortrag gibt es nicht.
Die Trommelmusik der Berava wird seit der zweiten Hälfte des 20. Jahrhunderts geographisch eingeteilt in den uda rata-Stil des Hochlands von Kandy, den pahata rata-Stil des südlichen Flachlands und in den Stil, der nach der dazwischen gelegenen Provinz Sabaragamuwa benannt ist. Die zahlreichen jeweiligen Regionalstile werden korales genannt. Zu jeder der drei Regionen gehören eine eigene Trommel, ein Musikstil, typische Rituale und Kleidungstraditionen. Während die Musik- und Darstellungsformen von Kandy als Nationalstil gelten, wird das gesamte Ritualprogramm, das aus Ritualen für die Götter (deva tovil), Planetengottheiten (bali) und Dämonen (yak tovil) besteht, nur im Süden gepflegt.
Strukturell setzt sich das Trommelspiel der Singhalesen aus einer Abfolge von padaya zusammen. Padaya, wörtlich „Fuß“, bedeutet einen rhythmischen Zyklus. Dieser besteht aus Trommelschlägen, die nach ihrer Dauer in lang (guru) und kurz (laghu) unterschieden und mit je nach Angaben vier oder fünf Standardtrommelsilben (pancatala) benannt werden: tat, dit, tom und nam oder tat, jit (oder dit), ton (oder tom), nan und ta. Den vier Trommelsilben (aksara) der Trommelsprache (bera basava) im Süden auf der yak bera entsprechen vier unterschiedliche Schläge. Tat und tom schlägt der Spieler mit seiner schwächeren Hand auf dem dickeren Fell (hai tattuva), dit und nam schlägt er mit der stärkeren Hand auf das dünnere Fell (sural tattuva). Der lauteste und tiefste Schlag tom erfolgt mit allen Fingern bis auf den Daumen auf den äußeren Bereich der Membran; beim ähnlichen dit ruhen die Finger nach dem Schlag kurz auf der Membran, wodurch sich ein gedämpfter Klang ergibt.
Zu diesen vier grundlegenden Trommelsilben (bija-aksara, mit bija, „Samen“) kommen zahlreiche weitere Schlagtechniken mit einzelnen Fingern oder der gesamten Handfläche. Mit einer Silbe werden außerdem die Grundformen rim, gat, dom, gut, dim und andere benannt. Aus ihnen werden durch Kombination weitere aksara gebildet, die aus maximal acht singhalesischen Schriftzeichen für Trommelklänge bestehen (Beispiel: re-gu-ndi-ga-t).

### Devol-Maduva-Ritual

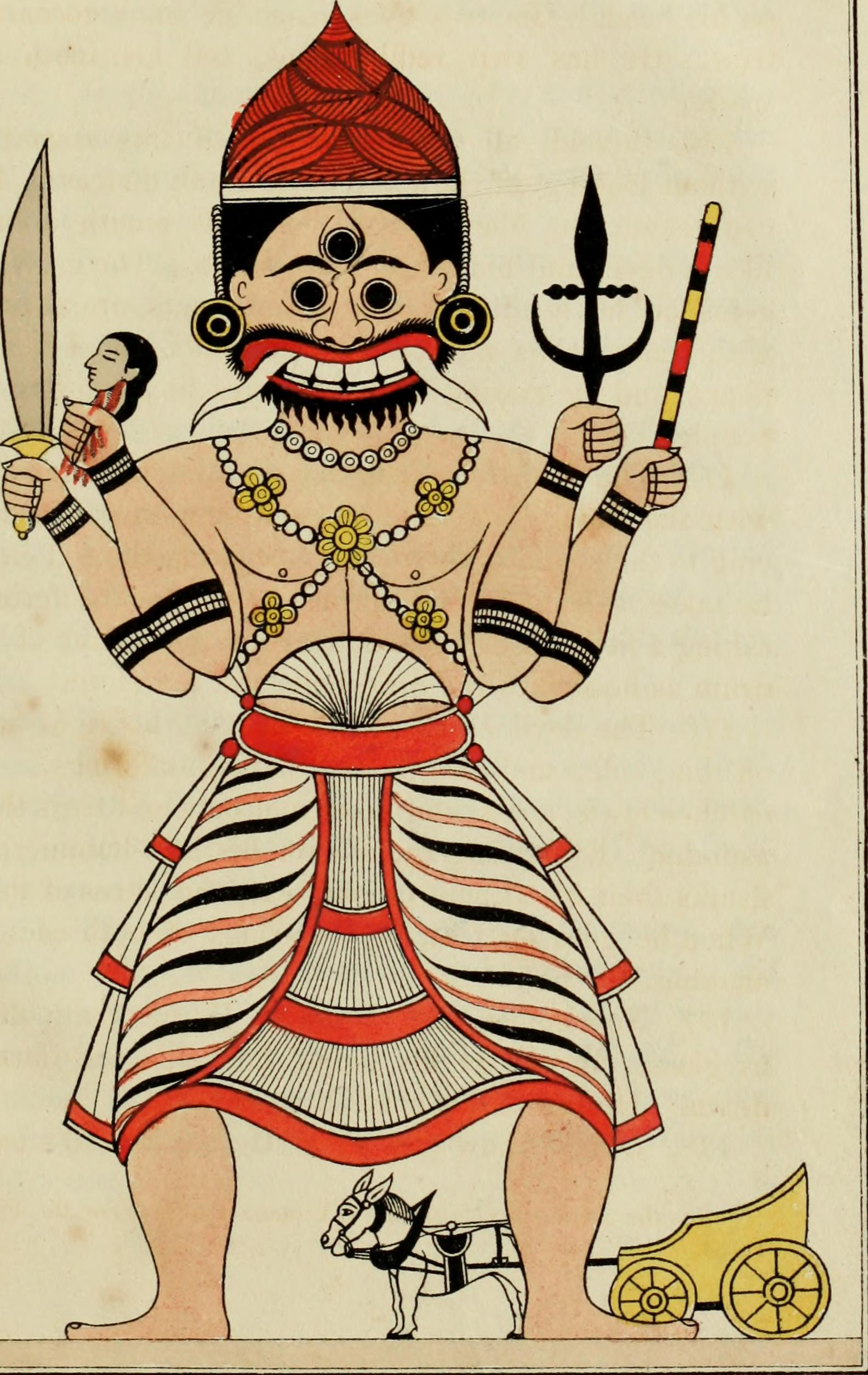
Ein Dämon (yakka), genauer ein Yamma Raksaya, „Todes-Dämon“ (aus Yama, Todesgott, und Rakshasa, Dämon), so wie er in Besessenheitsritualen und Maskenspielen vorgestellt wird. Illustration in der singhalesischen mythischen Erzählung Yakkun Natannawa, 1829.

Die erste Gruppe von Ritualen, die an die Götter gerichteten Kulthandlungen und deva tovil (von Deva, „Gottheiten“) oder madu tovil (madu bedeutet „Schutzdach, Unterstand“, unter dem das Ritual stattfindet) genannt werden, gehören üblicherweise zu den Festen des Jahreszyklus und sollen vor Dürre und Seuchen schützen, etwa vor Windpocken und früher vor Pocken. Falls es in einem buddhistischen Tempel einen Alter (devalaya) für die zu verehrende Gottheit gibt, finden die Rituale in dessen Nähe statt. Das beliebteste madu tovil-Ritual im südlichen Flachland ist Devol Maduva für den Gott Devol Deviyo, ein anderes ist Gammaduva für die Schutzgöttin Pattini.
Das Devol Maduva-Ritual soll vor Krankheiten schützen und Wohlstand für die Dorfgemeinschaft bringen. An seiner Durchführung sind insgesamt etwa 20 Trommler und Tänzer beteiligt. Es beginnt um 19 Uhr und dauert die gesamte Nacht bis zur Mittagszeit des folgenden Tages. Manche der aufeinanderfolgenden Abschnitte werden von allen Trommlern und Tänzern begleitet, während bei anderen nur jeweils ein oder zwei Trommler und Tänzer auftreten. Zur Vorbereitung des Rituals wird einige Wochen zuvor ein Pfosten (kapu) aus dem Stamm einer Betelnusspalme auf dem Gelände aufgestellt. Dieser Pfosten ist ein Versprechen an die Götter, das Ritual abhalten zu wollen. Einen Tag vor Beginn errichten einige Helfer mit Holzstangen und einer Zeltplane ein Schutzdach. Der Erdboden darin wird für die Tänzer mit einer Sandschicht bedeckt. Unter diesem Schutzdach befindet sich an zentraler Stelle ein Altar für Pattini, die auch bei einem an Devol gerichteten Ritual verehrt wird. Der Altar ist seitlich von einer bunt geschmückten Altarwand und davor von einem Torbogen (torana) umgeben. Am Beginn aller Rituale steht das magul bera genannte Trommelspiel mit einer Huldigung an Buddha. Die Götter werden eingeladen, an den für sie aufgestellten Altären Platz zu nehmen und das Ritual zu verfolgen.
Eine besondere Zeremonie ist das „Abschneiden des Milla-Baums“ (milla käpima, singhalesisch milla bezeichnet Vitex altissima), mit dem Holz für den später stattfindenden Feuerlauf gewonnen wird. Hierzu treten ein Tänzer, ein Trommler, ein Ritualassistent und ein Rezitator auf. Letzterer trägt zu einem schnellen Trommelschlag Verse vor, mit denen die Kurumbara-Dämonen heraufbeschworen werden. Als eigentliche Eröffnung des Rituals gilt die Zeremonie tel vädavavima, bei der ein Behälter mit Öl herbeigebracht wird, um die Öllampen an den Altären zu entzünden. Ein älterer Tänzer bewegt sich zu einem besonderen Trommelrhythmus, um die Gottheit Vahala zu begrüßen, deren Aufgabe es ist, die Dämonen vom Ritualplatz fernzuhalten. Nach rund einer Stunde folgt der etwa eine halbe Stunde dauernde Abschnitt yahan däkma, bei dem in einem anderen, allmählich schneller werdenden Rhythmus alle Tänzer den Ritualplatz betreten. Der Tanz basiert auf einem energiegeladenen einfachen, aber ungleichmäßigen Metrum, der für die südlichen flachen Gebiete typisch ist.
Es folgen eine Reihe weiterer Abschnitte des Rituals, die sich an Götter oder Dämonen richten und stets von Trommlern und Tänzern begleitet werden. Eine Stunde dauert etwa das Ritual toran yagara zur Huldigung des vor dem Altar der Pattini aufgestellten Torbogens. Zum Schluss dieses Rituals wird ein weißer Vorhang entfernt und somit der Altar offiziell in das Geschehen einbezogen. Die Tänzer bewegen sich dazu ruhig und expressiv in einem kavi tala genannten Rhythmus, den die Trommeln mit weniger Zwischenschlägen als sonst produzieren, und während ein Rezitator Verse vorträgt. Die höchste Bedeutung beim Trommelspiel kommt dem komplexen Rhythmusmuster magul bera zu, das nach Aufzeichnungen 1994 beim Devol Maduva von zehn Trommlern und 2009 nur noch von zwei oder drei Trommlern aufgeführt wurde. Mit dieser Reduktion ging auch eine Vereinfachung und Verkürzung der Aufführung einher, was als ein dem zunehmenden Unterhaltungscharakter des Rituals geschuldeter Kompromiss erscheint.
Für die Zuschauer bietet der Abschnitt die meiste Unterhaltung, der eine Huldigung an den Gott Devol, ein Opfer an den Dämonen Kurumbara und einen Feuerlauf enthält. Der Tanz des Devol (Devol pada) findet üblicherweise um 9 Uhr morgens statt. Zum Devol pada gehört ein Zweiertakt in mehreren rhythmischen Variationen und schließlich eine Verdoppelung des Tempos.

### Bali-Ritual
Graha pujava (aus graha, „Planetengottheit“, und puja, „Opferritual“) heißt das übliche Opferritual (bali) an die Planetengötter (Navagrahas, graha deviyo), die beschworen werden, um dämonische Einflüsse von einem Patienten abzuwenden, falls ein zuvor konsultierter Astrologe eine solche Zeremonie für erforderlich halten sollte. Dazu gehört eine minimale, beruhigend wirkende Trommelbegleitung. Die in einem eigenen Stil sich vielfach wiederholenden Trommelrhythmen bilden den Hintergrund für Gesangsrezitationen, die das gesamte Ritual über andauern. Das Trommelspiel ist durch feine Klangunterschiede, Verzierungen, eine große Dynamik und wechselnde Metren gekennzeichnet. Dazu erklingt eine Handglocke (mini gediya).
Der Hauptaltar für die Planetengötter wird aus unter anderem einem Bananenstamm, Kokospalmblättern und Blumen häufig um einen Stuhl herum aufgebaut. Auf dem Altar steht ein Tablett für die Opfergaben und dahinter hängen Bilder der Götter. Der von seiner Besessenheit zu kurierende Patient sitzt gegenüber vom Altar auf einer Matte am Boden. Die Eröffnung der Zeremonie ähnelt den tovil-Ritualen (für die anderen Götter und Dämonen), wobei der Trommler des magul bera nicht im Stehen, sondern auf einer Matte an einer Seite sitzend spielt. Die Rezitationen zu Beginn, mit denen die Götter um Erlaubnis zur Durchführung des Rituals gebeten werden, begleiten Tänzer und ein Trommler mit einer Handglocke. Die Rhythmusmuster wechseln ohne Unterbrechung, wenn in einem nachfolgenden Abschnitt bestimmte Zeremonialobjekte am Patienten abgelegt werden. Im weiteren Verlauf werden die Planetengötter und die böswilligen Geister (Bhuta) zum Verlassen des Patienten aufgefordert. Mit einem Solotrommelspiel huldigen die Tänzer abschließend Buddha. Die Zeremonie endet in den frühen Morgenstunden.

### Kolam

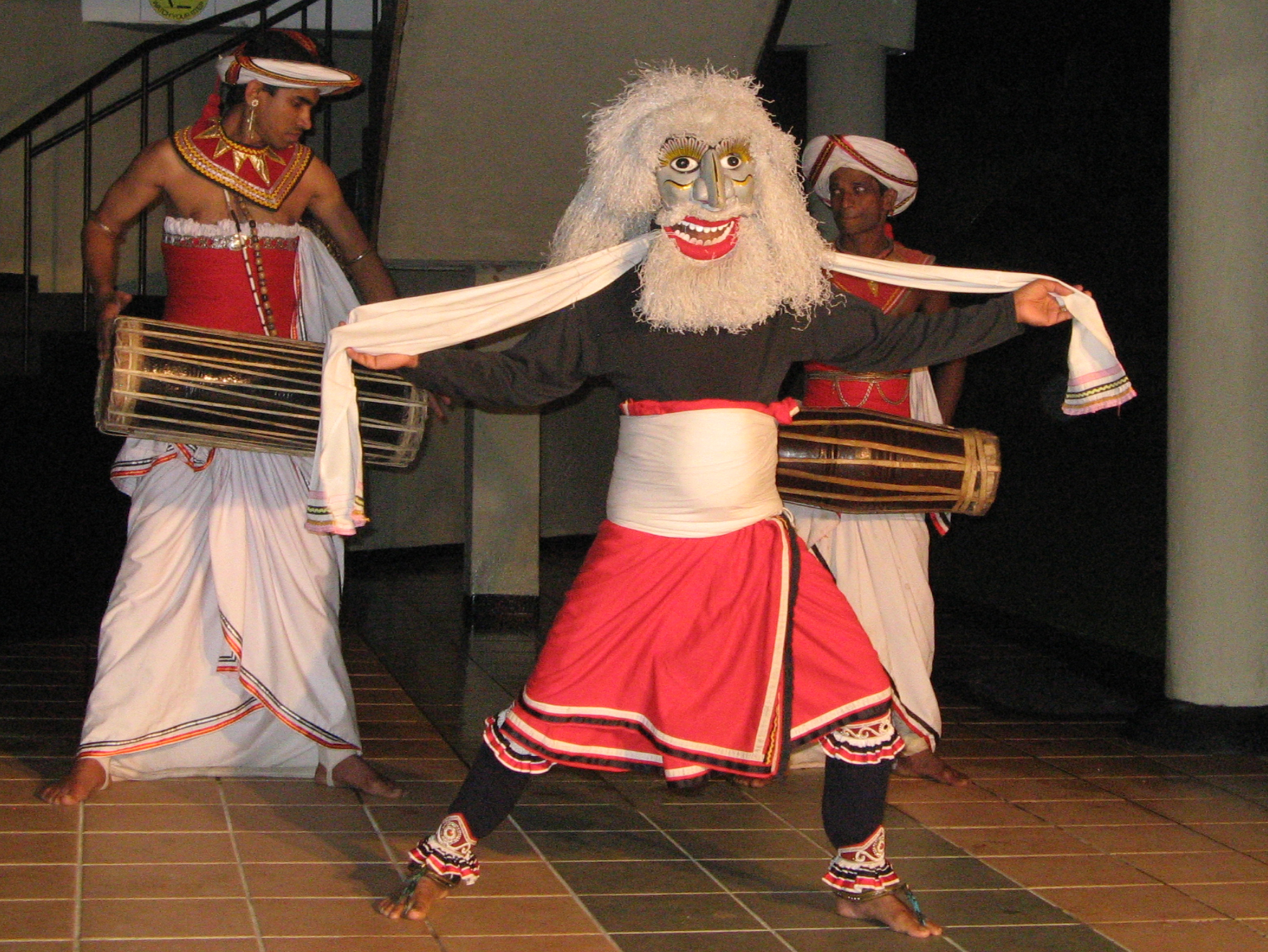
Kolam-Maskentanz in Kandy. Links Zylindertrommel yak bera, rechts Fasstrommel gata bera.

Kolam ist ein rituelles Maskentheater, das in einigen Orten an der Südwestküste vorwiegend von Mitgliedern der Karawa-Kaste zu bestimmten Festen aufgeführt wird. Kolam bedeutet „Maske“. Es gibt ein anderes Theaterspiel, Sokari, bei dem einige Darsteller Masken tragen und das als Kult für die Göttin Pattini vereinzelt im Hochland gezeigt wird. Das Maskentheater ist historisch mit den Karawa verbunden, einer aus Südindien eingewanderten, aber in dieser Region zu den Singhalesen gehörenden Fischerkaste. Das Drama Nadagam, das dritte traditionelle Volkstheater der Singhalesen, wurde erst in der zweiten Hälfte des 19. Jahrhunderts populär.
Die Rollen beider Geschlechter, die Trommeln yak bera und das Doppelrohrblattinstrument horanewa werden beim Kolam ausschließlich von Männern gespielt. In der Eröffnungszeremonie wird zunächst Buddha durch den magul bera-Rhythmus auf der yak bera geehrt, danach rezitiert der gurunnanse eine Bitte um Unterstützung und Segen durch die Götter. Der erste und formal festgelegte Hauptteil beginnt mit den umständlichen, von Inkompetenz und Intrigen der Protagonisten geprägten Vorbereitungen für den Besuch des (mythischen) Königs Mahasammata und seiner Frau und endet mit der Ankunft des Königspaares. Der nun folgende Teil mit diversen Tänzen und einzelnen Geschichten aus dem Dorfleben kann frei gestaltet werden. Nach diesen Szenen wird ein Jatakaya gespielt (moralische Erzählung aus dem Leben des Buddha) und der gutwillige Dämon Gara-Yaka tanzt, um alle üblen Einflüsse auf die Menschen zu vertreiben.
Alle Szenen des Maskentheaters, bis auf die Rezitationen, werden von der yak bera begleitet. Ansonsten ist nur zur Eröffnung ein Schneckenhorn und in wenigen Stücken die kleine Kegeloboe horanewa zu hören. Einige Tänzer tragen mit Schellen besetzte Bänder (gejji) oder Fußringe (silambu) an den Fußgelenken.

## Weitere Trommeln

### Dawula
Die dawula, auch daula, daule, davula oder davul, ist eine große kompakte Zylindertrommel mit etwa 51 Zentimetern Länge und einem Durchmesser von 38 bis 46 Zentimetern. Der Korpus besteht aus Jackfruchtbaumholz oder einem anderen Hartholz, die glatt geschliffene Außenseite ist mit Rillen verziert und rot oder rot mit goldfarbenen streifen bemalt. Die Trommelfelle werden aus Reh- oder Kalbshaut angefertigt und über eine Y-förmige Verschnürung gegenseitig verspannt. An zwölf Metallringen an den Spannschnüren können die Membranen gestimmt werden. Wie die anderen Trommeln hängt sich der Spieler die dawula mit einem Gurt um die Hüfte waagrecht vor seinen Bauch. Er schlägt die Trommel auf einer Seite mit einem gebogenen Stock aus den festen Zweigen einer Orangenraute (Murraya paniculata, singhalesisch atteriya) und auf der anderen mit der Hand.
In Sri Lanka ist die dawula mindestens seit dem 17. Jahrhundert bekannt, als der Tod eines singhalesischen Königs elf Tage lang von solistischen dawula-Spielern vermeldet wurde. Wegen ihrer großen Lautstärke wurde die dawula damals und auch nach dem Ende der Königreiche als Signalinstrument eingesetzt. Heute ist die dawula beinahe ausschließlich eine Zeremonialtrommel in buddhistischen Tempeln, wo sie im hevisi-Ensemble für den ostinaten Grundschlag sorgt. Die dawula kann auch anstelle der gata bera in der Tempelmusik verwendet werden. Falls ein hevisi-Ensemble bei einer Beerdigungsprozession spielt, wird die dawula in ein weißes Tuch gehüllt (Weiß ist im Buddhismus die Farbe für Tod und Trauer) und auf beiden Membranen mit den Händen geschlagen.

### Demala bera
Die demala bera (demala-berē), auch mihingu bera („gerade Trommel“, auch Beiname der yak bera) und nadagam bera (Einsatz im Volkstheater Nadagam), ist eine kleine Fasstrommel, die hauptsächlich an der Südwestküste vorkommt. In ihrer Form ist die demala bera praktisch identisch mit der südindischen maddalam (in Tamil Nadu, madhalam in Kerala) und ähnelt der gata bera, ist aber mit kaum mehr als 46 Zentimetern Länge kleiner. Im Unterschied zu dieser ist auf der linken Membran ein großer Flecken Stimmpaste (badama) aufgetragen, der den Klang tiefer werden lässt. Die demala bera wird meist im Sitzen gespielt, seltener an einer Schlinge umgehängt im Stehen.
Einst brachten Tamilen die demala bera von Südindien auf die Insel mit, wo sie in die singhalesische Tradition überging – zusammen mit dem tamilischen Volkstheater Nattukuttu, das zum singhalesischen Nadagam wurde. Das nahezu verschwundene Nattukuttu besaß weder Bühne noch Kulissen, es gab nur eine kreisförmige, aus Erde und Sand aufgeschichtete Plattform (mandapam). Das außen im Kreis versammelte Publikum sah hauptsächlich Lieder und Tänze, deren Bewegungen und Schrittfolgen eine symbolische Bedeutung besaßen in einer Aufführung, die bis zu zwölf Stunden dauerte. Die singhalesische Version wird bis heute als dramatische Erzählung aufgeführt. Zwei demala bera-Spieler begleiten die Lieder und Tänze, der eine sorgt für einen ostinaten Rhythmus, von dem es 14 Formen für die zugehörenden Lieder gibt, und der andere schmückt diese aus. Die Liedverse werden durch eingeschobene einfache Trommelmuster, genannt gaman tala, unterbrochen, bei denen die Darsteller einen außerdem von der Kegeloboe horanewa begleiteten Kreistanz aufführen.
Zwar dient die demala bera ausschließlich der Unterhaltung, dennoch wird sie auch zur Begleitung von Kirchenlieder (pasam) in christlichen Gottesdiensten eingesetzt.

### Tammatta bera
Das Kesseltrommelpaar tammatta bera, auch tamattama, tammatamma, thammattama oder tammâ a, besteht zwei hölzernen Schalen, die durch Hautstreifen und zwei seitliche Holzstäbe fest miteinander verbunden sind. Die Membranen werden durch ein am Rand umlaufendes Band aus gedrehten Fasern gehalten und mit zehn um dieses Band geschlungenen Hautstreifen an einem zweiten Faserring an der Unterseite verspannt. An beiden Außenseiten ist an den Hautstreifen ein mit Baumwollstoff umwickeltes, dickes Faserband (urapota) angebunden, das sich der Spieler wie bei der gata bera um die Hüfte legt und die Trommel vor den Bauch hängt. Er schlägt die Felle mit zwei am vorderen Ende aufgebogenen Rohrstöckchen (kadippu oder kaduppu). Die anda baya genannte (und mit der rechten Hand gespielte) Trommel klingt deutlich höher als die andere.
Die tamattama wird bei buddhistischen Prozessionen verwendet. Die Spieler bewegen sich in festgelegten Schrittfolgen zum ständig wiederholten Grundschlag ihrer Trommeln, der mit der linken Hand geschlagen wird, während die rechte komplizierte rhythmische Variationen ergänzt. Gelegentlich setzen die Spieler neben den Stöckchen auch ihre Unterarme und Ellbogen als artistisches Element ein. Im Zusammenspiel mit der dawula füllt die tamattama den von der Zylindertrommel vorgegebenen rhythmischen Zyklus aus.
Ein hevisi (hewisi) genanntes Ensemble an buddhistischen Tempeln vollzieht üblicherweise dreimal täglich eine „musikalische Opferzeremonie“ (sabda puja, auch hevisi puja). Das hevisi-Ensemble besteht mindestens aus einer tamattama, einer daule und einer horanewa. Ergänzend kommen bei besonderen Anlässen in größeren Tempeln die Handzimbeln talam und das Schneckenhorn hinzu. Bei einer Prozession um den Tempel herum wird der Rhythmus tewa pada mit 16 Schlägen gespielt. Davon werden Schlag 1, 4, 7 und 9 stark betont, Schlag 3 und 6 werden schwach betont, während die Schläge 10 bis 16 unbetont sind. Die Musiker wechseln in einen zweiten Rhythmus mit ebenfalls 16 Schlägen, sobald sie an einem der vier Tore angekommen sind. Dieser buddha pada hat betonte Schläge auf 1, 2, 5, 6, 9, 10 und unbetonte Schläge auf den übrigen Zählzeiten. Dasselbe Kesseltrommelpaar heißt bei der tamilischen Paraiyar-Kaste tampattam und wird im Norden und an der Ostküste zusammen mit der Zylindertrommel parai und mit dem Doppelrohrblattinstrument kuzhal gespielt.
Zu den Zeiten der singhalesischen Königreiche wurden Trommeln verwendet, um offizielle Dekrete zu verkündigen und die Armee marschierte mit Kriegstrommeln (rana bera) in die Schlacht. Für beide Zwecke dienten die Zylindertrommel daule und das Kesseltrommelpaar tamattama.

### Dandu bera
Dandu bedeutet auf Sanskrit „Holz“. Dandu bera ist eine Schlitztrommel aus einem Bambusabschnitt, der an beiden Enden durch Internodien geschlossen ist. Der Spieler bindet sich die dandu bera um die Hüften und schlägt sie mit zwei 20 bis 30 Zentimeter langen Stöckchen. Schlitztrommeln sind für Südasien ungewöhnlich, sie kommen dagegen ab dem Nordosten Indiens in zahlreichen Varianten in Südostasien und in der Südsee vor.

### Kala beraya
Kala beraya oder kalaham sind andere Namen für den Tontopf bummadiya, dessen Form einem haushaltsüblichen Wassertopf (kala gediya) entspricht. Der bauchige Topf hat einen engen Hals und eine breitrandige Öffnung, die mit einer Membran von 15 bis 20 Zentimetern Durchmesser bespannt ist. Als Membran wird die Haut von Ziegen, Affen oder Echsen verwendet. Die Form dieser Kesseltrommel ähnelt der ghumat von Goa. Einen übergroßen kreisrunden Korpus aus Kupferblech mit einer Membran über einer sehr kleinen Öffnung besitzt die südindische mizhavu. Im Hochland spielen Bauern die bummadiya zur Begleitung von Liedern bei der Reisernte.

## Sonstiges
Der Komponist Karlheinz Stockhausen verlangte für das im Kompositionszyklus Für kommende Zeiten (1968–70) enthaltene Stück Ceylon neben elektronischen Instrumenten und einem Tamtam auch eine „Kandy-Trommel“, womit mutmaßlich eine Fasstrommel geta bera gemeint war. Das Stück Ceylon wurde 1973 uraufgeführt. Auf dem Plattencover von Ceylon ist Stockhausen, eine „Kandy-Trommel“ spielend, vor einem aus Palmblättern drapierten Hintergrund abgebildet.